# Janvier Kataka Luvete
Janvier Kataka Luvete (* 4. April 1947 in Ngunda) ist ein kongolesischer Geistlicher und emeritierter römisch-katholischer Bischof von Wamba.

## Leben
Janvier Kataka Luvete empfing am 18. August 1974 das Sakrament der Priesterweihe.
Am 8. November 1996 ernannte ihn Papst Johannes Paul II. zum Bischof von Wamba. Der Präfekt der Kongregation für die Evangelisierung der Völker, Jozef Kardinal Tomko, spendete ihm am 14. Juni 1997 die Bischofsweihe; Mitkonsekratoren waren der Apostolische Nuntius in der Demokratischen Republik Kongo, Erzbischof Faustino Sainz Muñoz, und der Bischof von Butembo-Beni, Emmanuel Kataliko.
Papst Franziskus nahm am 17. Januar 2024 das altersbedingte Rücktrittsgesuch von Janvier Kataka Luvete an.